# 3-та авиационна база
Трета авиационна база (известна преди преименуването като 3-та Изтребителна авиационна база (3-та ИАБ) е военно съединение на Военновъздушните сили на България. В подчинение на 3-та Авиобаза Граф Игнатиево е предадена Учебната авиогрупа в Долна Митрополия (бившата 12-а Учебна авиобаза).

## Съвременна история
Създадена е на 18 август 1994 г. със заповед на командващия ВВС на Република България като деветнадесети изтребителен авиополк се преструктурира в 3-та Изтребителна авиационна база с номер на поделението 28000. В състава на базата са включени първа и втора изтребителни авиоескадрили (1-ва и 2-ра ИАЕ) от авиополка, 39-и Отделен авиотехнически батальон (39-и ОАТБ) и 19-и Отделен батальон за свръзки и радио-светотехническо осигуряване (19-и ОБСРСТО) на 10-и Смесен авиационен корпус (10-и САК). Първи командир на базата е подполковник Симеон Симеонов. От 1 септември 1996 г. базата е включен като част от корпуса на ПВО с щаб в София. През 2000 г. към нея се присъединява 1-ва Изтребителна авиоескадрила на 5-а Изтребителна авиобаза (Равнец) самолети МиГ-29/УБ, като сменя означението си на 2-ра Изтребителна авиоескадрила на 3-та ИАБ. Година по-късно част от личния състав на базата е временно пребазиран на летище Чешнегирово, докато тече модернизацията на авиобазата и ремонта на летателната полоса.

## История
Летище Граф Игнатиево съществува от 1940 г. Разположено е в сърцето на Южна България, в Горнотракийската низина. През 1937 г. с Височайши указ № 1294 са отчуждени и овъзмездени земи в северозападната част започва строителството на хангар, административни сгради, ВиК инсталации и всичко необходимо за нормалната дейност на едно летище по тогавашните изисквания.
На 6 юни 1940 г. трето ято на Първи армейски орляк – Божурище е пребазирано в Граф Игнатиево. На 17 юни 1940 г. се сформира Втори армейски смесен орляк. От 1 юли същата година орляка се развръща в октомври 1944 г. се премества на летище Враждебна и взема участие в Отечествената война 1944 – 1945 г.
От 1 януари 1946 г. е на местостоянка в град Пловдив и се преорганизира във Втори щурмови орляк
През есента на 1950 година след успешно приучване на нови самолети 15 иап се базира на летище Граф Игнатиево. През февруари 1951 г. получава попълнения от 11 иап – Божурище, 14 иап – Карлово и 18 иап – Враждебна и на тяхна основа на 17 март 1951 г. е сформирана 10 ИАДв състав от три изтребителни авиополка-15-и, 19-и и 21-ви.
Същата дата се счита за рождена дата на 19 иап. Личният състав на 19-и полк, първообразът на 3 авиобаза, наброява 284 военнослужещи, от които 18 летци. За командир на поделението е назначен капитан Симеон Стефанов Симеонов. На 26 август 1953 г. Командващият ПВО и ВВС генерал – лейтенант Захари Захариев връчва бойното знаме на 19 ИАП.

## Наименования
През годините формированието носи различни имена според претърпените реорганизации:
- 3-та изтребителна авиационна база (18 август 1994 – 1 декември 2012)
- 3-та авиационна база (от 1 декември 2012 г.)

## Командири
- Подполковник Симеон Симеонов (1994 – 27 февруари 1996)
- Майор Константин Попов (27 февруари 1996 – 1 януари 1999)
- Полковник Симеон Симеонов (1 януари 1999 – 30 декември 1999)
- Бригаден генерал Евгени Манев (30 декември 1999 – 11 юни 2002)
- Полковник Константин Попов (11 юни 2002 – 17 юни 2005)
- Полковник (бриг.ген. от 6 април 2007) Румен Радев (17 юни 2005 – 1 юли 2009)
- Бригаден генерал Цанко Стойков (1 юли 2009 – 28 април 2014)
- Бригаден генерал Иван Лалов (28 април 2014 – 6 май 2018)
- Бригаден генерал Димитър Петров (6 май 2018 – 28 септември 2020)
- Бригаден генерал Николай Русев (от 28 септември 2020 – 1 април 2025)
- Полковник Методи Петров Орлов (от 1 април 2025), временно изпълняващ длъжността за срок не по-дълъг от 1 година[2]